# Flaggschiff

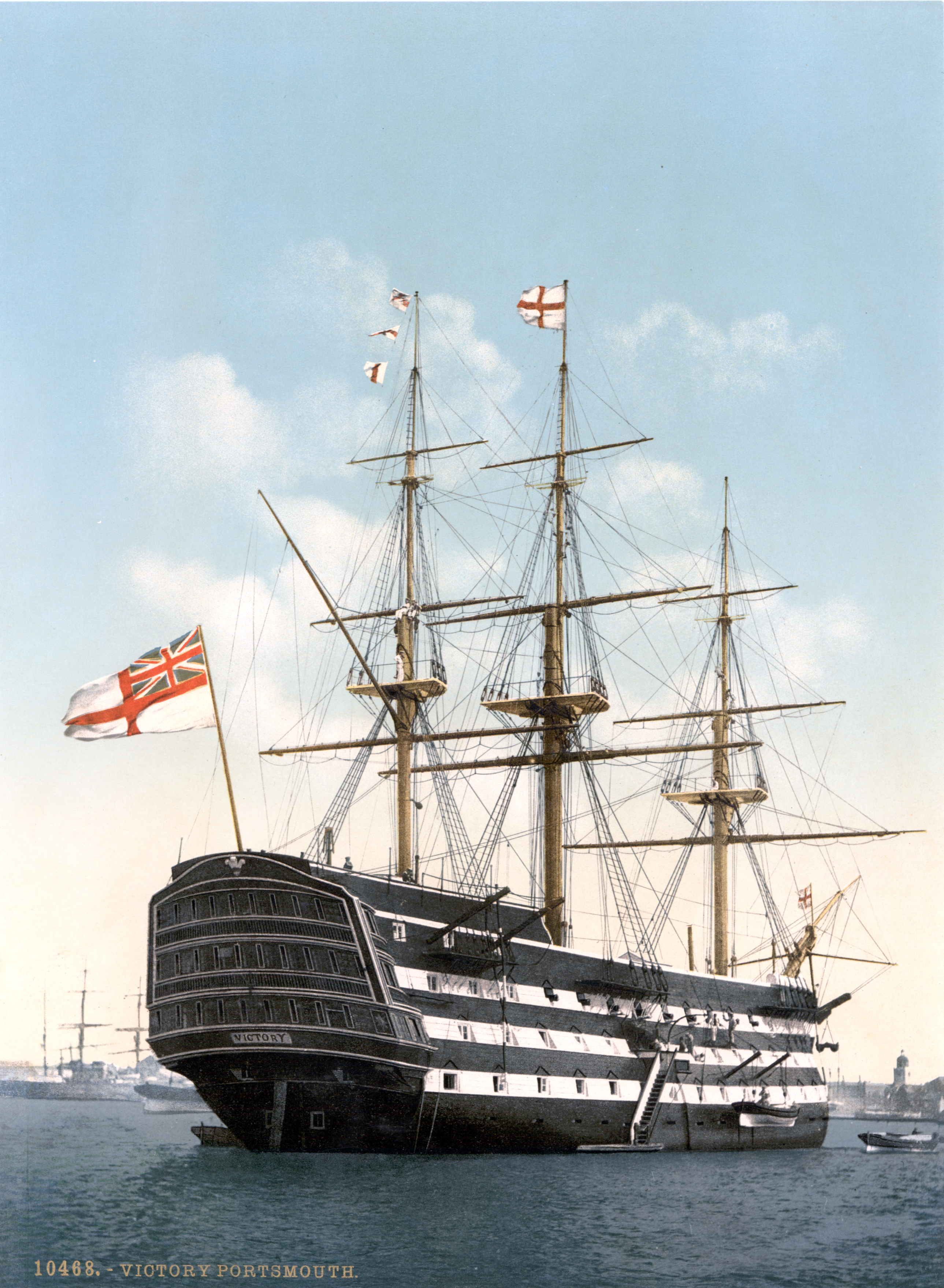
Die Victory, Admiral Horatio Nelsons Flaggschiff

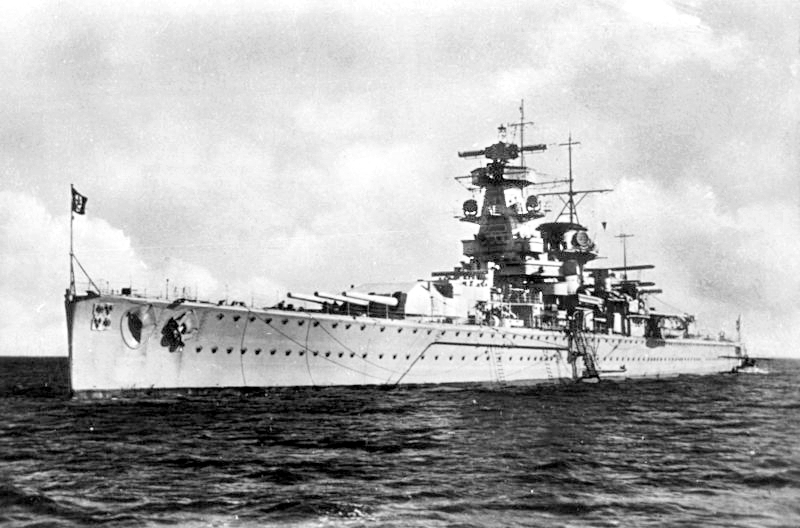
Das Panzerschiff Admiral Graf Spee, von 1936 bis zur Indienststellung des Schlachtschiffes Gneisenau das Flaggschiff des Flottenchefs der Kriegsmarine

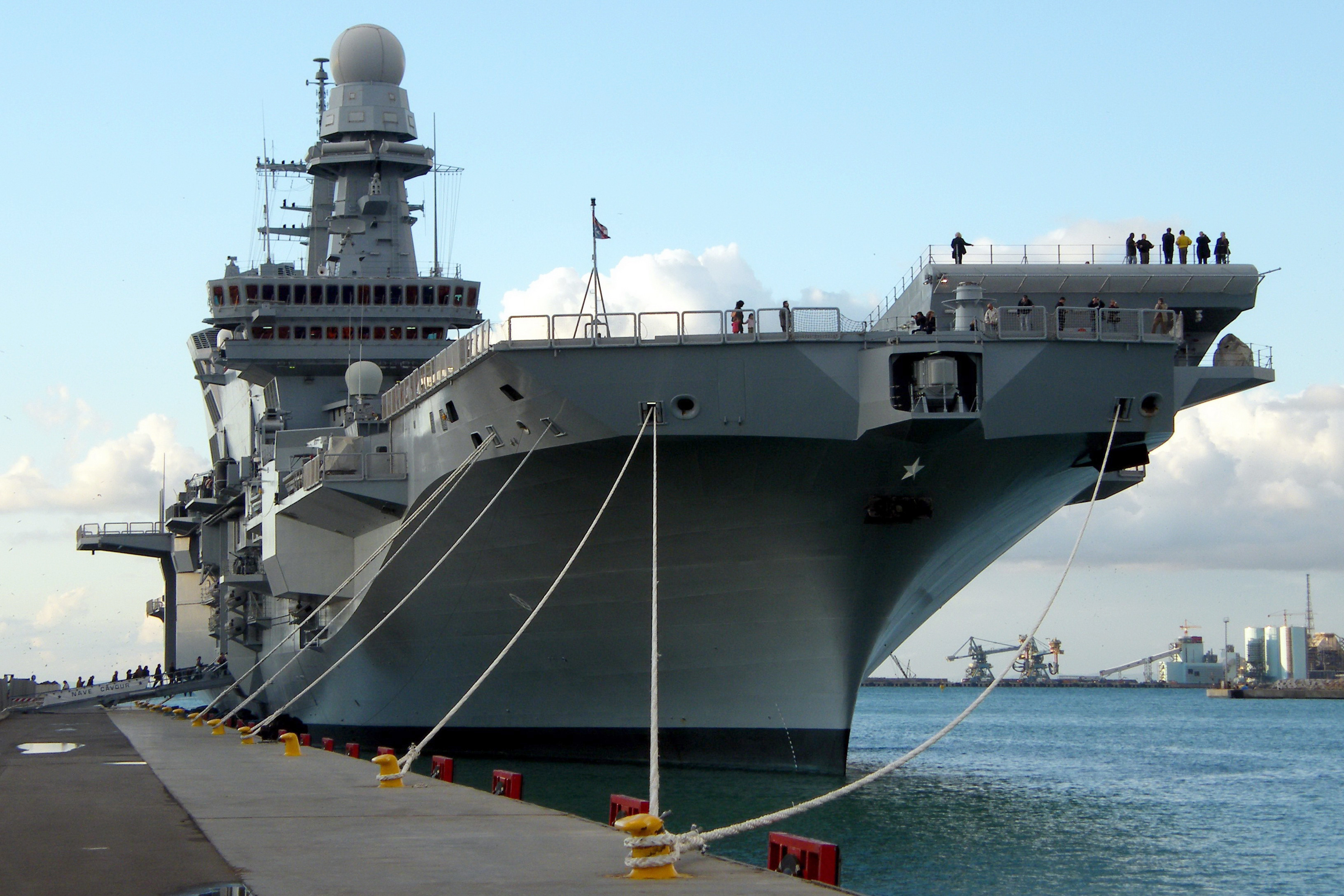
Die Cavour, das Flaggschiff der italienischen Marina Militare

Als Flaggschiff – früher Admiralsschiff oder Flottillenschiff – wird das Führungsschiff eines Flottenverbandes bezeichnet. Von diesem Schiff aus führt der Flaggoffizier (marinetypische Bezeichnung eines Admirals) mit seinem Stab den Verband. Das Flaggschiff führt im Regelfall die Flagge des Befehlshabers bei Tag und Nacht.
In übertragener Bedeutung wird das Flaggschiff für das größte Schiff einer Flotte oder Reederei, oder allgemein als Synonym für ein Vorzeigeprodukt eines Unternehmens oder ein Aushängeschild von bspw. einer Veranstaltung oder Organisation verwendet.

## Geschichte und heutige Situation
Vorläufer des Flaggschiffs war das Admiralsschiff. Als Admiralsschiff wurde in der Zeit der Segelschiffe ein großes, stark bewaffnetes und meistens prunkvoll gestaltetes Segelkriegsschiff bezeichnet (beispielsweise die britische Victory und die schwedische Vasa). Auf diesem Schiff fuhr der Befehlshaber der Flotte (meistens ein Admiral). Als Zeichen seiner Anwesenheit wurde auf diesem Schiff seine Flagge, die sogenannte Admiralsflagge, gesetzt. Aus dem Admiralschiff wurde später das Flaggschiff. Flaggschiffe der Segelschiffzeit führten nachts außerdem eine Flaggschifflaterne im Topp des Großmastes.
Aus marinetaktischen Gründen kam es vor, dass sich das Flaggschiff nicht sofort zu erkennen gab. In der Seeschlacht von Trafalgar gab sich das französische Flaggschiff Bucentaure erst spät während der Schlacht durch Setzen der Admiralsflagge zu erkennen, nachdem es bereits Feindkontakt hatte. Anlass für diese Verschleierung war der Umstand, dass der Gegner in der Regel seine Kampfhandlungen auf dieses Schiff konzentrierte. Um dies zu unterbinden, wurde dem Feind diese Information zunächst vorenthalten, um möglichst lange Einfluss auf die eigene Flotte nehmen zu können, ohne sich als Mittelpunkt von Kampfhandlungen wiederzufinden.
Mit Beginn der Dampfschiffzeit übernahmen meist Linienschiffe und später die Schlachtschiffe die Rolle der Flaggschiffe in den Kriegsflotten. Es wurden aber auch Schiffe anderer Klassen (z. B. Kreuzer) als Flaggschiffe eingesetzt. In der heutigen Zeit wird die Funktion eines Flaggschiffs von verschiedenen Schiffsklassen wahrgenommen, weil große Kriegsschiffseinheiten in den meisten Kriegsmarinen nicht mehr vorhanden sind.
In der Kaiserlichen deutschen Marine war außerdem noch der Begriff Flottenflaggschiff als Sitz des Befehlshabers der Flotte und des Flottenstabs gebräuchlich. Von 1900 bis 1918 bzw. im Ersten Weltkrieg übernahmen mehrere moderne Linienschiffe die Funktion des Flottenflaggschiffs.
In der Zwischenkriegszeit gab es ebenfalls weiterhin Flaggschiffe und Flottenflaggschiffe. Zu den bekanntesten Flottenflaggschiffen gehören der griechische Panzerkreuzer Georgios Averoff, der zeit seines Einsatzes diese Rolle innehatte, sowie in den späten 1930er Jahren das deutsche Panzerschiff Admiral Graf Spee. Ein weiteres bekanntes Flottenflaggschiff jener Zeit war der niederländische Leichte Kreuzer De Ruyter.
Auch im Zweiten Weltkrieg gab es Flaggschiffe und ebenso noch einige Flottenflaggschiffe. Letztere waren zugleich die stärksten Kampfschiffe der jeweiligen Flotte. Am bekanntesten war hierbei sicherlich die japanische Yamato von 1941, welche zugleich das größte und stärkste Schlachtschiff der Welt war. Eines der letzten Flottenflaggschiffe überhaupt war das 1942 fertiggestellte und bereits 1943 versenkte italienische Schlachtschiff RN Roma.
Auch heute gibt es noch Flaggschiffe, die auch meist die größten Schiffe des Landes sind. So hat die französische Marine Nationale etwa den Flugzeugträger Charles de Gaulle, die britische Royal Navy den Flugzeugträger Queen Elizabeth und die italienische Marina Militare den Flugzeugträger Cavour.

## Handelsmarine
Im übertragenen Sinne wird die Bezeichnung Flaggschiff auch für das herausragende Schiff einer Handels- oder Personenschifffahrts-Flotte bzw. einer Reederei verwendet.